# أبو أمامة أسعد بن سهل بن حنيف
أبو أمامة أسعد بن سهل بن حنيف الأنصاري الأوسي المدني، ولد على عهد النبي، وعدّه الذهبي وابن حجر من الصحابة، روى الحديث عن جمع من الصحابة، وتوفي سنة 100 هـ في مدينة الإسكندرية.

## سيرته
هو أبو أمامة بن سهل بن حنيف بن وهب الأنصاري من بني عمرو بن عوف بن مالك بن الأوس، اسمه أسعد، وُلد قبل وفاة النبيّ بعامين، وأتي به النبي فحنَّكه وسمَّاه باسم جده لأمّه أبي أُمامة أسعد بن زرارة. فكان من علية الأنصار وعلمائهم، ومن أبناء البدريين، وصلي بالناس إمامًا عندما حوصر عثمان بن عفان. توفي أبو أمامة بن سهل بن حنيف سنة 100 هـ، وهو ابن نيف وتسعين سنة. قال أبو سعيد بن يونس: توفي بالإسكندرية.

## شيوخه
حَدث أسعد بن سهل بن حنيف عن كلاً من:
1. أنس بن مالك
2. زيد بن ثابت
3. أبو سعيد الخدري
4. سعيد بن سعد بن عبادة
5. سهل بن حنيف، أبيه
6. عامر بن ربيعة
7. عبد الله بن عباس
8. عبد الله بن عمرو بن العاص
9. عبد الرحمن بن كعب بن مالك
10. عبيد بن السباق
11. عثمان بن حنيف، عمه
12. عثمان بن عفان
13. عمر بن الخطاب
14. عمر بن أبي سلمة ربيب النبي
15. المسور بن مخرمة
16. معاوية بن أبي سفيان
17. أبي هريرة
18. عائشة بنت أبي بكر
19. خالته، ولها صحبة

## تلاميذه
حَدث عن أسعد بن سهل بن حنيف كلاً من:
1. أمية بن هند
2. حكيم بن حكيم بن عباد بن حنيف، ابن عمه
3. سعد بن إبراهيم بن عبد الرحمن بن عوف
4. سلمة بن دينار
5. سهل بن أبي أمامة بن سهل بن حنيف، ابنه
6. صفوان بن سليم
7. أبو الزناد عبد الله بن ذكوان
8. عبد الله بن سعيد بن أبي هند
9. عبد ربه بن سعيد الأنصاري
10. عثمان بن حكيم بن عباد بن حنيف، ابن عمه
11. أبو جعفر عمير بن يزيد الخطمي
12. قيس بن سالم المعافري المصري
13. مجمع بن يحيى الأنصاري
14. محمد بن إبراهيم بن الحارث التيمي
15. محمد بن أبي أمامة بن سهل بن حنيف، ابنه
16. محمد بن سليمان الكرماني
17. ابن شهاب الزهري
18. مروان بن عثمان الزرقي
19. موسى بن جبير
20. يحيى بن سعيد الأنصاري
21. يعقوب بن عبد الله بن الأشج
22. أبو بكر بن عثمان بن حنيف، ابن عمه
23. محمد بن المنكدر